# Vua Mèo

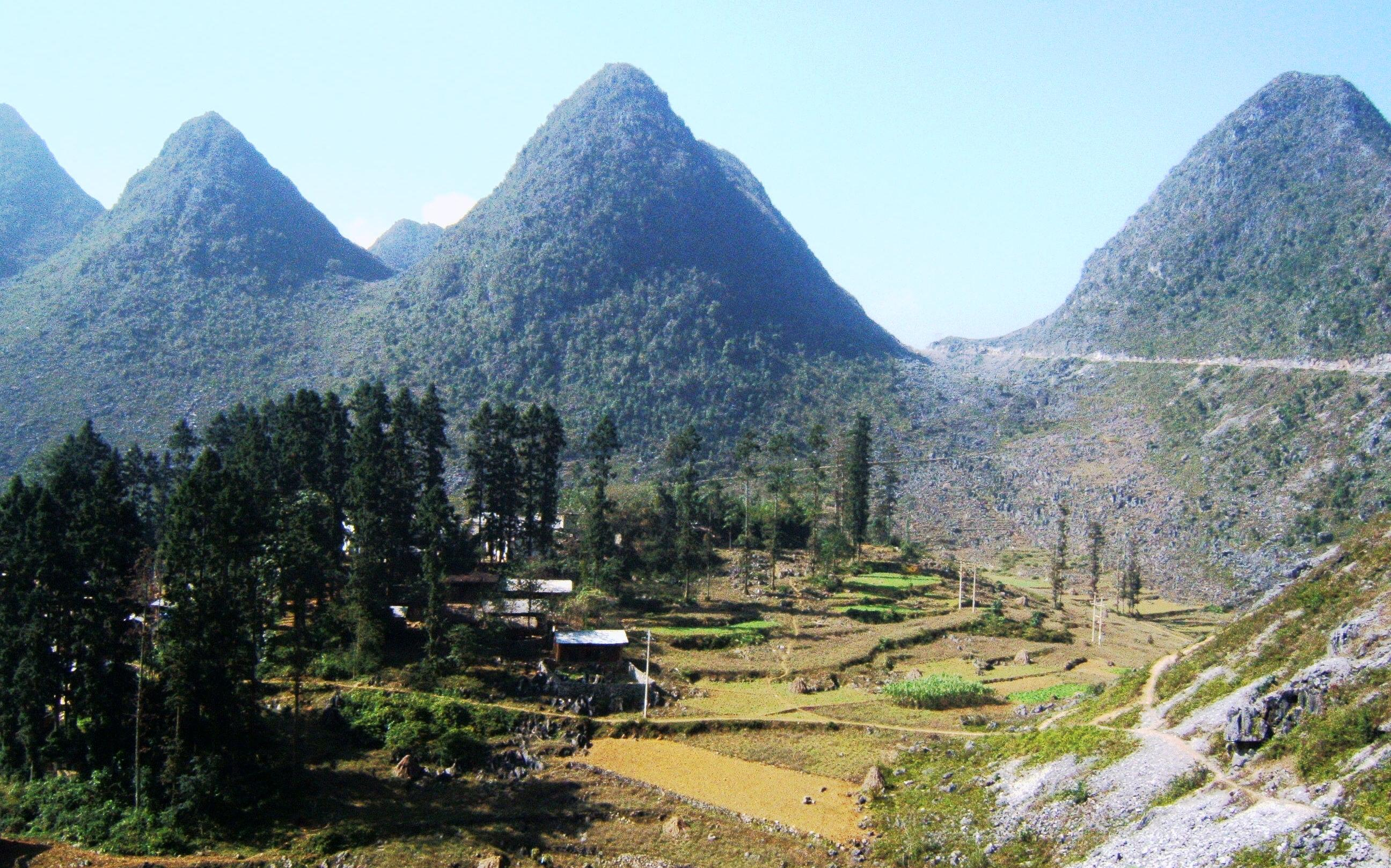
Dinh vua H'Mông Vương Chí Sình trên đồi Con Rùa xã Xả Phìn, Hà Giang.

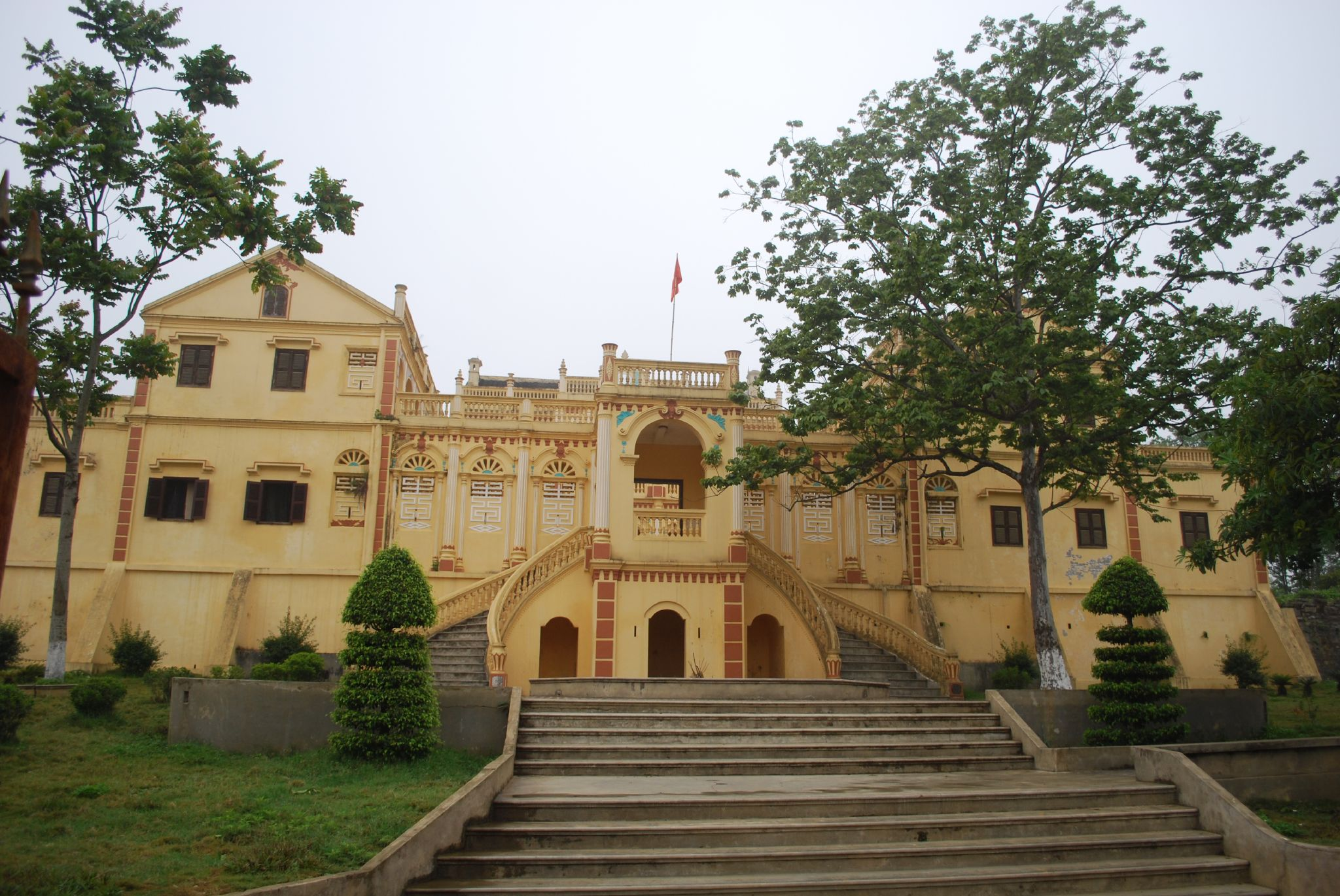
Dinh vua H'Mông Hoàng A Tưởng tại huyện Bắc Hà, hoàn thành năm 1921

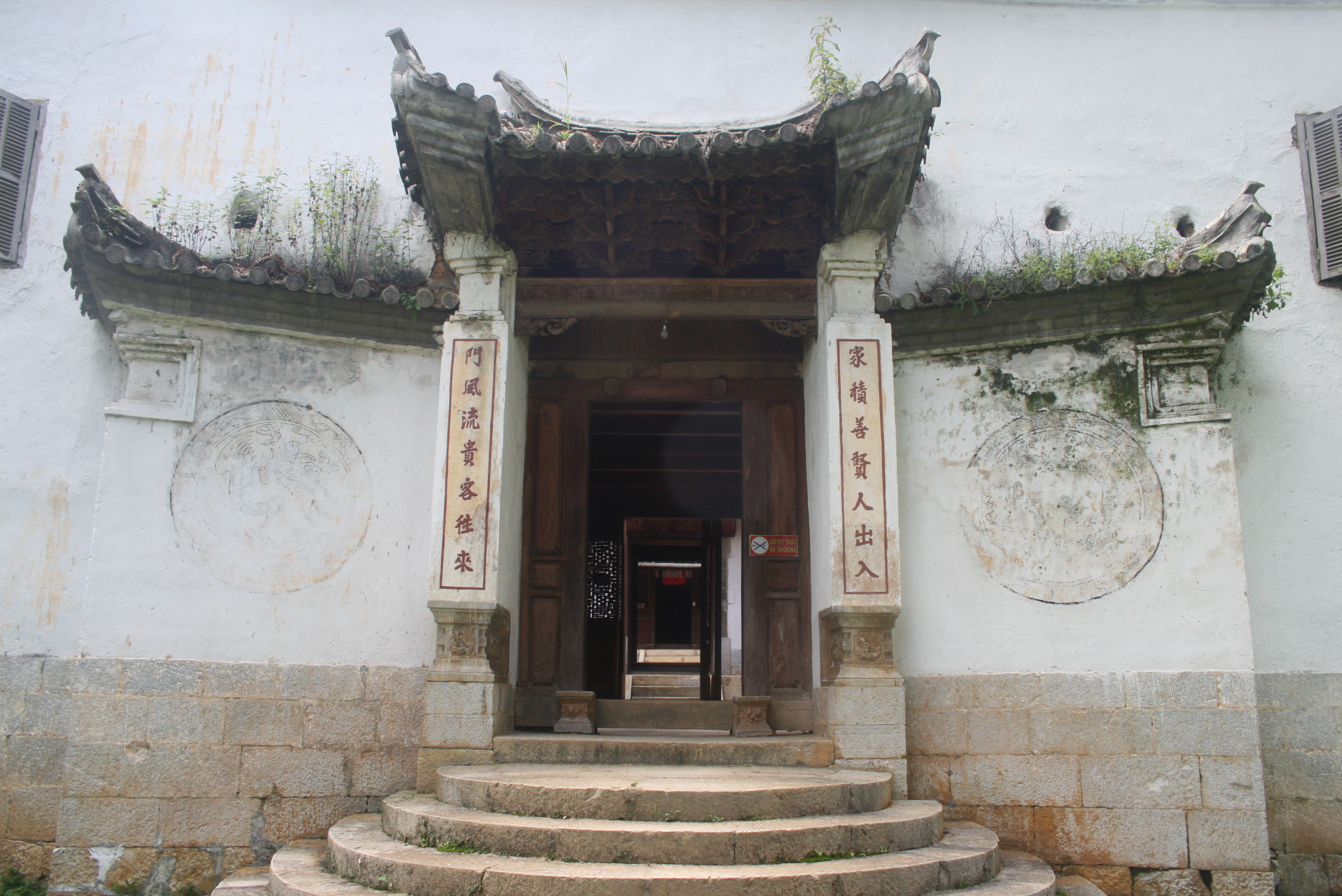
Di tích Dinh vua H'Mông Vương Chí Sình tại Hà Giang

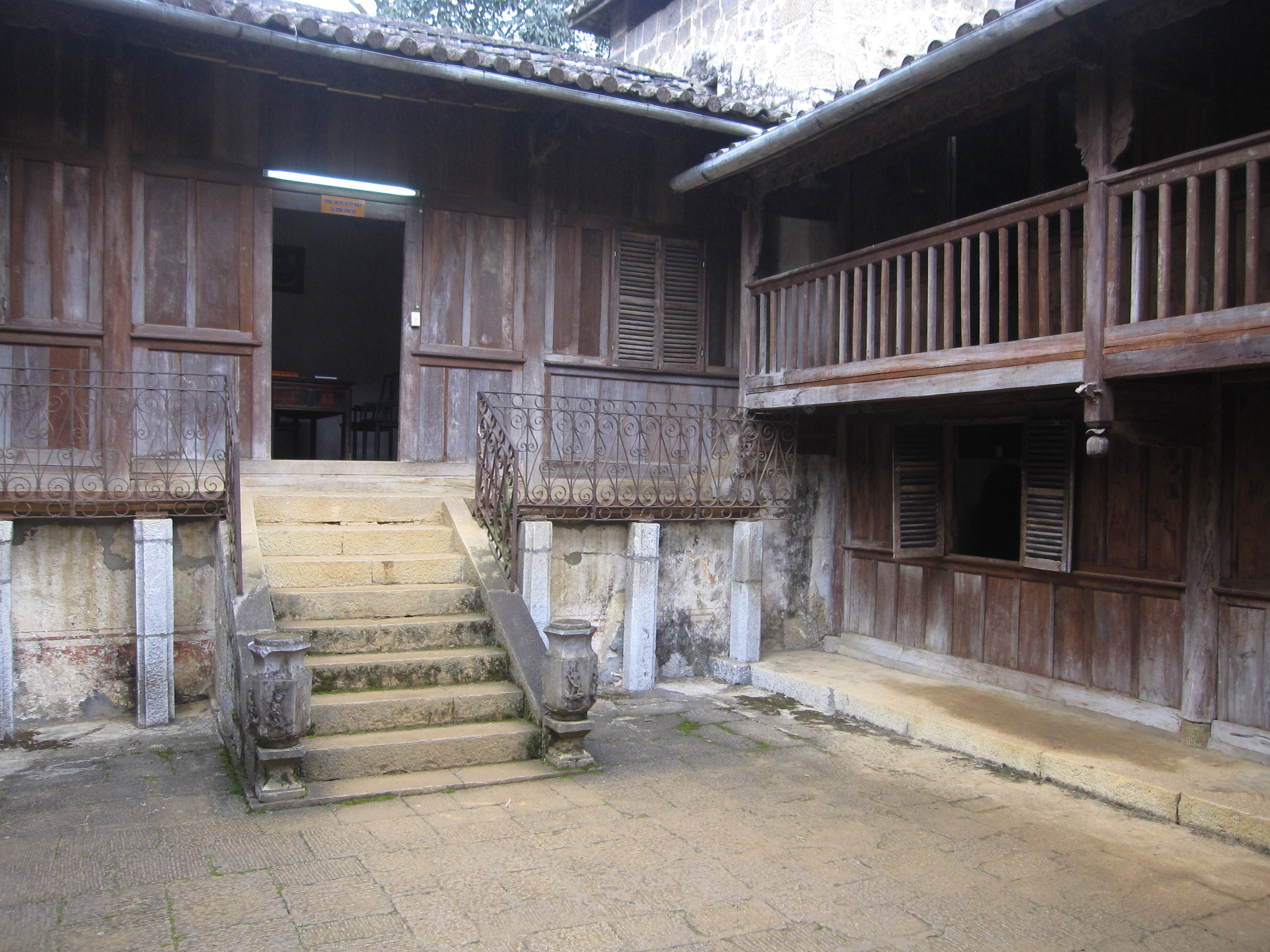
Di tích Dinh vua H'Mông Vương Chí Sình tại Hà Giang

Vua Mèo hay Vua H'Mông là một chức vụ thủ lĩnh tinh thần, hoặc "lãnh chúa", của cộng đồng người H'Mông tại các vùng nhất định ở Trung Quốc, Việt Nam và Lào .
Tại Việt Nam chức này có trước Cách mạng tháng 8, với các lãnh chúa như Vương Chính Đức ở Đồng Văn, Hà Giang, Hoàng A Tưởng ở Bắc Hà, Lào Cai. Sau Cách mạng chính quyền mới không chính thức công nhận chức này trong nước. Trước đây Vua H'Mông lãnh đạo cộng đồng theo hướng tự trị, trong đó kinh tế chủ yếu dựa vào việc trồng cây anh túc và chế xuất buôn bán thuốc phiện. Ngày nay vua H'Mông là một từ của huyền thoại, quá khứ của người dân tộc H'Mông.

## Vua H'Mông tại Việt Nam

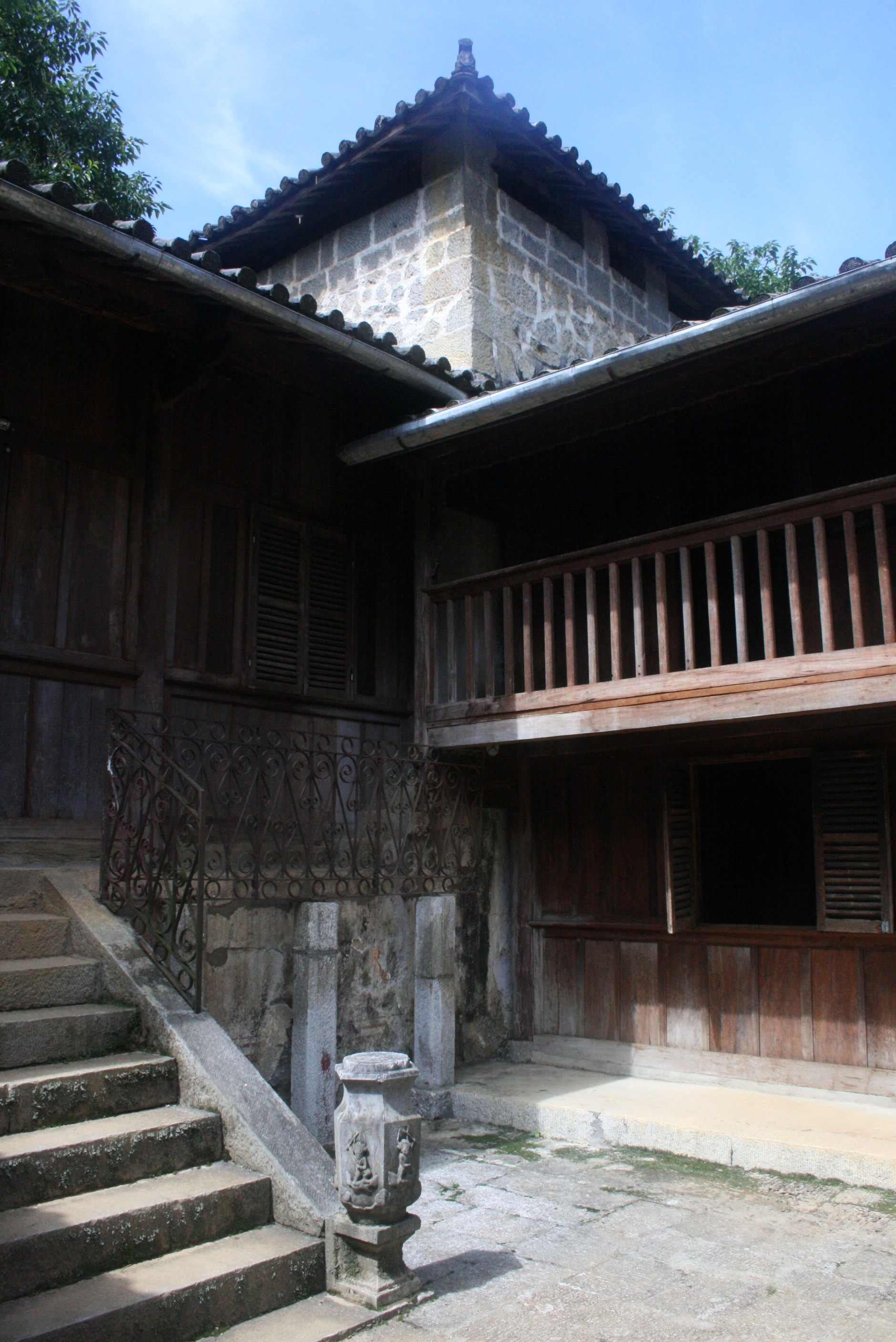
Di tích Dinh vua H'Mông Vương Chí Sình tại Hà Giang

Trước Cách Mạng tháng 8, Vương Chính Đức (1865 - 1947) (RPA: Vaj Tsoov Loom) là vua H'Mông (hay còn gọi là Vua Mèo) với vương quốc của ông ở huyện Đồng Văn. Vương triều có sức mạnh, thao túng toàn bộ khu vực cực Bắc cũng như toàn bộ vùng Đông và Tây Bắc, lúc đó có 7 vạn dân, dân số đa phần trồng cây anh túc. Vương Chí Sình (1886 - 1962) (RPA: Vaj Txhiaj Lwm), con trai thứ hai của Vương Chính Đức, là người được coi là kế nghiệp vua H'Mông. Trước năm 1945, tuy bị sức ép từ nhiều phía, các bên ép làm thân nhưng Vương Chính Đức muốn xây dựng Đồng Văn thành một vương quốc tự trị của người H'Mông, không theo Pháp cũng không theo Tưởng Giới Thạch. Các phe đối lập cũng không dám lật đổ Vương, bởi chỉ có Vương mới quy phục được cư dân ở vùng này .
Sau đó, năm 1945, Chủ tịch Hồ Chí Minh đã giao cho Chu Văn Tấn (trong chuyến đi này ông và Vương Chí Sình kết làm anh em) đi thuyết phục và mời Vương Chính Đức lên Hà Nội gặp mặt nhưng do tuổi đã cao nên ông cử Vương Chí Sình đi thay. Về sau Vương Chí Sình làm việc cho chính phủ Hồ Chí Minh, thành Đại biểu Quốc hội Việt Nam khóa I và khóa II. Trước khi về hưu, Vương Chí Sình còn giữ chức chủ tịch huyện Đồng Văn. Vai trò vua H'Mông yếu dần, vì cùng hòa hợp với cả nước xây dựng một nhà nước thống nhất. Vương Chí Sình mất năm 1962 ở Hà Nội và linh cữu được đưa về Hà Giang, an táng tại Phố Bảng sau đó được cải táng về khu di tích nhà họ Vương như hiện nay.
Ngoài ra ở Bắc Hà, Lào Cai cũng có một người được xem là Vua Mèo là Hoàng A Tưởng, con trai của Hoàng Yến Tchao . Tuy nhiên dòng họ Hoàng này là người Tày chứ không phải H'Mông, dù vậy phần lớn cư dân trong vùng cai trị của dòng họ Hoàng hầu hết là người H'Mông nên Hoàng Yến Tchao và Hoàng A Tưởng được người dân trong vùng tôn làm Vua Mèo . Hiện nay Dinh thự của Hoàng Yến Tchao và Hoàng A Tưởng cũng được gọi là Dinh thự Vua Mèo .

## Vua H'Mông tại Lào
Vừ Pả Chay (Vwj Paj Cai) người lãnh đạo Khởi nghĩa Giàng Pả Chay chống thực dân Pháp từ năm 1918 đến 1921.
Touby Ly Foung (1917–1979)  lãnh tụ tinh thần và quân sự người Hmông, sinh tại Nong Het tỉnh Xiengkhuang, Lào. Ông ủng hộ Chính phủ Hoàng gia Lào. Sau năm 1975 ông đã từng giữ chức phó Bộ trưởng bộ Viễn thông, nhưng rồi bị đưa giam ở trại tại Houaphan đến khi chết .
Yang Shong Lue (RPA: Yaj Soob Lwj; 1929-1971), sinh ra tại bản Fi Tong vùng tây Nghệ An, miền Bắc Việt Nam, gần với thị trấn Nong Het, Lào. Năm 1959, ông hoạt động ở Nghệ An và Trung Lào. Ông xưng là Con Chúa Trời, Đấng Cứu thế (RPA: Theej Kaj Pej Xeem) của người Hmông và Khmu, và Đức Chúa Trời đã tiết lộ chữ Pahawh Hmông cho ông để truyền bá cho dân tộc mình. Năm 1971 ông bị tướng Vang Pao cho tay chân giết chết ở bản Nam Chia, nhằm ngăn chặn sự chống đối và cạnh tranh trong lãnh đạo người Hmông.
Vàng Pao (RPA: Vaj Pov, 1929-2011) được xem là một ông vua H'Mông tại Lào, cũng là một viên tướng trong Chính phủ Hoàng gia Lào. Dân chúng trong vùng cai quản kinh tế chủ yếu dựa vào việc trồng cây anh túc, với thủ phủ là căn cứ Long Cheng. Sau khi nước Lào hết chiến tranh ông sang Hoa Kỳ và định cư tại đó.

## Vua H'Mông tại Trung Quốc
Vua Xong (Miêu) tại Tùng Đào
- Đán Các Dã
- Long Tây Ba
- Ngô Hắc Miêu
- Đán Liễu Đắng

Vua H'Mu (Na Miểu) tại Kiềm Đông Nam
- Dương Thế Uý (楊世慰)
- Trương Tú Mi

Vua H'Mông tại Vân Nam
- Hạng Sùng Cố (項崇固)
- Lam Hoà Quang (藍和光)